# Lutherkirche (Nürnberg)

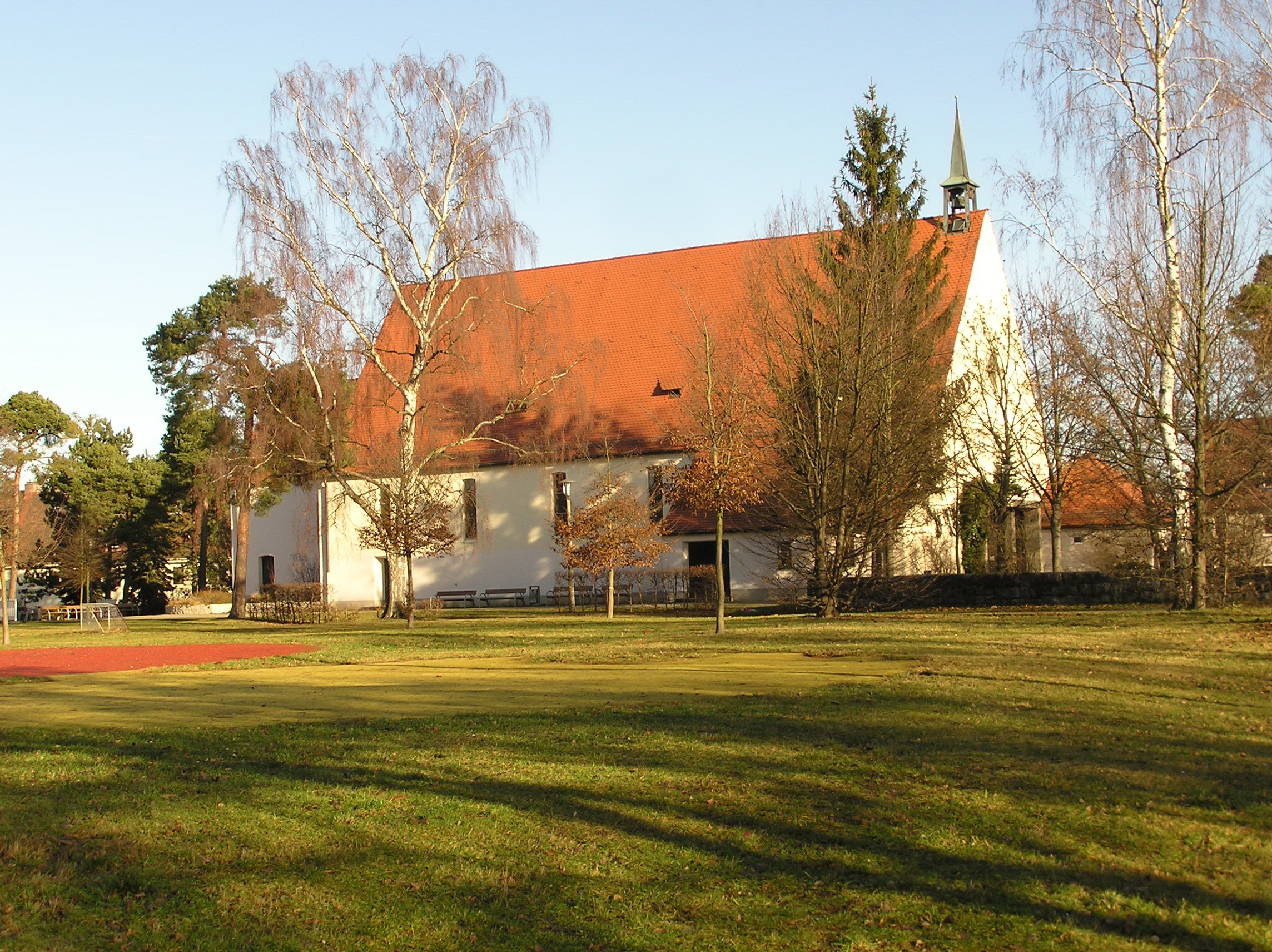
Die Lutherkirche am Hasenbuck

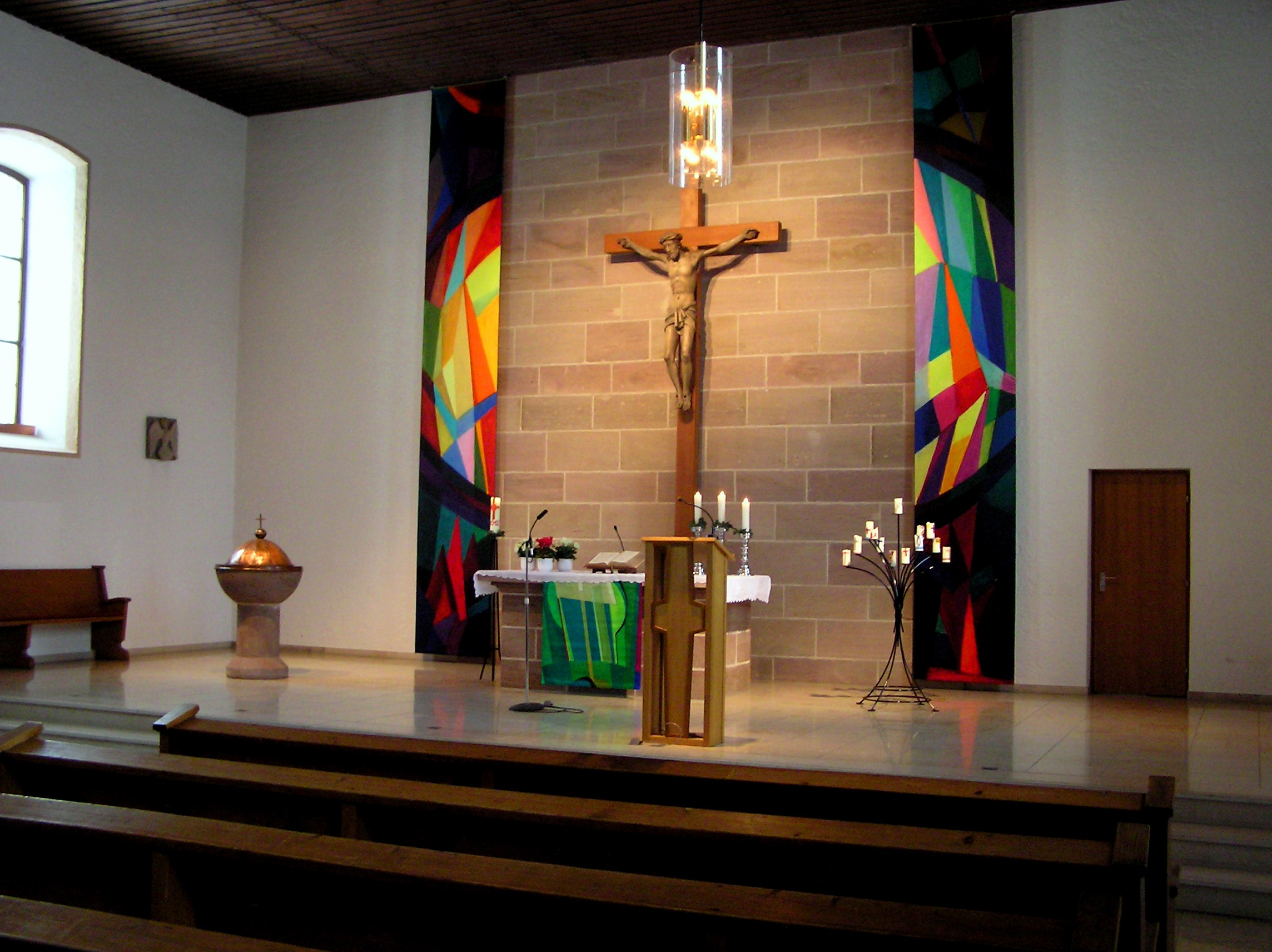
Altar und Taufbecken der Lutherkirche

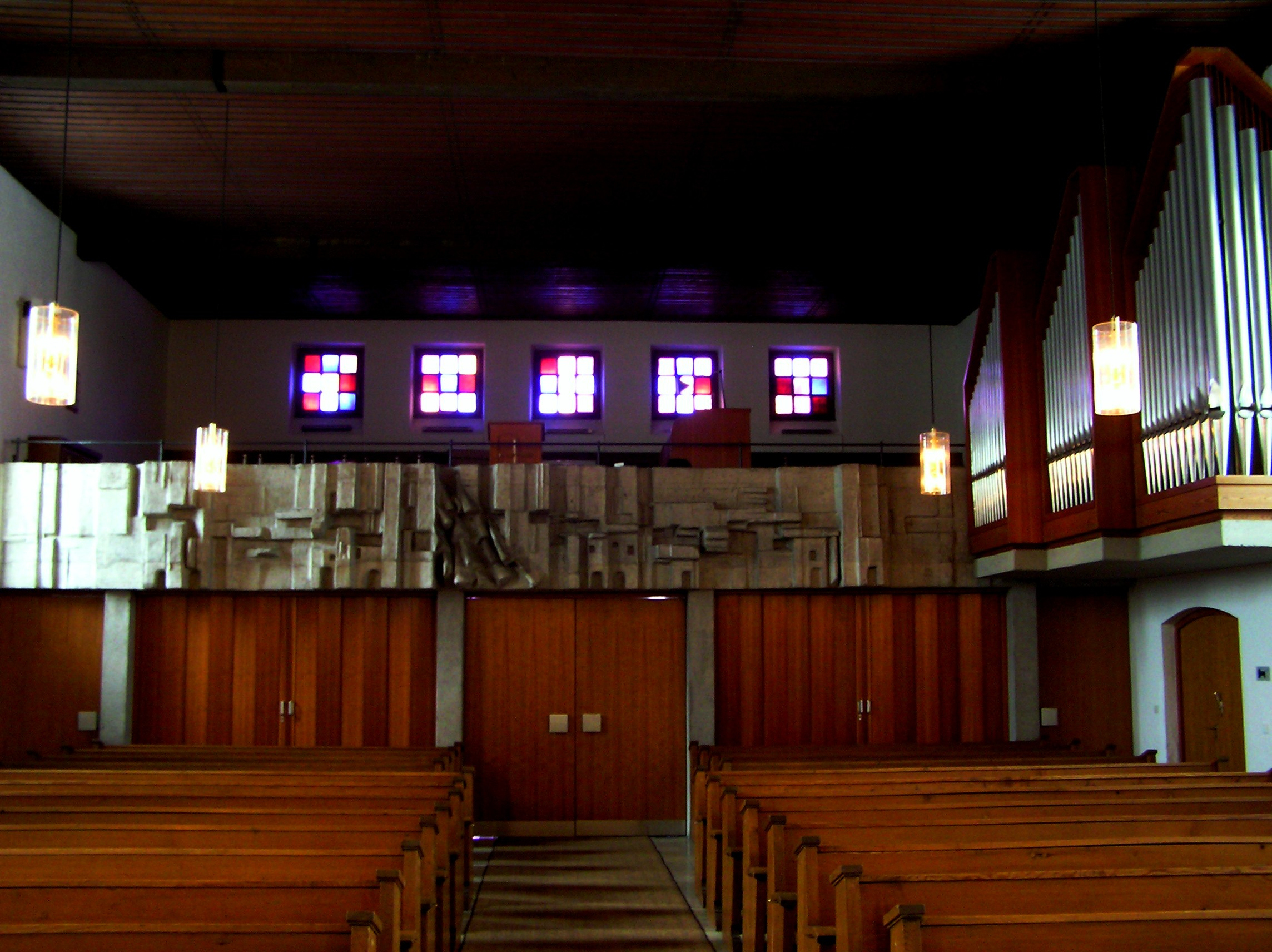
Empore und Orgel der Lutherkirche

Die Lutherkirche ist eine evangelisch-lutherische Kirche im Stadtteil Hasenbuck in Nürnberg, im Prodekanat Nürnberg-Süd.

## Lage
Die Lutherkirche mit ihrem Kirchgarten auf der Südostseite befindet sich auf dem Hasenbuck (343 m ü. NHN), etwa 40 Meter über der näheren Umgebung und ist die höchstgelegene Kirche aller in Nürnberg ansässigen Religionen. Sie liegt auf einer der höchsten Erhebungen Nürnbergs inmitten einer ausgedehnten Grünanlage mit einem Spielplatz.
Neben dem Kirchengebäude, auf dessen Nordostseite, befindet sich ein unter denkmalgeschütztes Marterl (⊙).

## Geschichte
Zur rasanten Entwicklung der Industrie Ende des 19. Anfang des 20. Jahrhunderts in Nürnberg und der dadurch ansteigenden Bevölkerungsanzahl, zählte auch die neu entstandene Siedlung Hasenbuck. Kirchlich besuchten die Bewohner des Hasenbucks die Gustav-Adolf-Gedächtniskirche in Lichtenhof, die zur Mutterkirche der Lutherkirche am Hasenbuck wurde.
Schon seit 1924 wurden in den Sommermonaten wegen der überfüllten Kirche in Lichtenhof regelmäßig Waldgottesdienste auf dem Hasenbuck abgehalten. So plante Pfarrer Georg Schönweiß von der evangelisch-lutherischen Gemeinde Nürnberg-Lichtenhof den Bau einer sogenannten Notkirche mit Kindergarten am Hasenbuck. Im Frühjahr 1936 wurde damit nach dem Entwurf des Regierungsbaumeisters Max Kälberer begonnen. Was als Notkirche gedacht war, wurde ein gemauerter nüchterner Zweckbau mit Dachreiter. Beim Richtfest am 19. Juni 1936 nannte Pfarrer Weiß die Kirche erstmals „Lutherkirche auf dem Hasenbuck“. Obwohl das Freskogemälde noch nicht fertig war und nur eine Skizze in Originalgröße vorhanden war, fand die Weihe am 25. Juli 1937 statt, bei der der Architekt Pfarrer Schmidt den Schlüssel überreichte, da Pfarrer Schönweiß nicht anwesend war. Am 26. September 1937 wurde das 5,5 m × 3,2 m große Freskogemälde, das die Bergpredigt darstellte, über dem Altar fertig.
Die Schäden des Zweiten Weltkriegs konnten erst 1951/52 behoben werden. 1959 wurde die Kirche auf Betreiben von Pfarrer Kurt Heimbucher eine selbständige Kirchengemeinde mit zwei Pfarrstellen. 1968 wurde die Kirche umgebaut, es entstand ein klassischer Haupteingang mit Vorhalle, der Kindergartenraum wurde in den Kirchenraum einbezogen, eine ehemalige Wohnung in eine Empore umgestaltet und es entstand eine einschiffige Kirche. Gleichzeitig wurden der Chorbogen und das Fresko entfernt. Als Hintergrund für den Altar und das Kreuz wurde eine Sandsteinfläche aufgezogen. 2006 wurden seitlich der Sandsteinfläche zwei farbige Schals angebracht.

## Ausstattung

### Innenausstattung
- Das Kruzifix auf dem Holzkreuz aus Lindenholz und das Taufbecken wurden 1937 vom Bildhauer Hanns Leo Albert gefertigt.
- Die heutige Orgel wurde 1970 gebaut. Die vorherige war während des Krieges abgebaut und im Keller gelagert, war danach nicht mehr einsatzfähig.
- An der Empore ist ein Relief angebracht.

### Glocke
- Im Dachreiter der Kirche hängt eine Bronzeglocke. Sie wurde im Jahr 1936 von der Apoldaer Glockengießerei Schilling gegossen und ist auf den Ton e2 −7 gestimmt. Sie läutet an einem gekröpften Stahljoch. Die Glocke ist 120 kg schwer und ihr Durchmesser beträgt 600 mm.[2]  Die Kosten der Glocke beliefen sich auf 337 Reichsmark.

### Kirchgarten
- Im Kirchgarten, dessen Ringmauer 2016 grundsaniert wurde, stehen unterschiedliche Bäume. Er dient auch bei der Gestaltung unterschiedlicher Festivitäten (Gemeindefest,[3] Waldweihnacht[4]).

## Pfarrer der Lutherkirche
| 1. Pfarrstelle                        | 2. Pfarrstelle                |
| ------------------------------------- | ----------------------------- |
| Georg Schönweiß (1937–1959)           | Kurt Heimbucher (1959–1964)   |
| Hermann Endres (1960–1964)            | Alfred Hofstetter (1964–1982) |
| Kurt Heimbucher (1965–1968)           | Michael Göpfert (1982–1987)   |
| Dr. Horst Fild (1968–1969)            | Heinrich Weiß (1988–1991)     |
| Kurt Hofmann (1969–1973)              | Uwe Markert (1992–1994)       |
| Richard Giebner (1973–1980)           | Andreas Krestel (1995–1999)   |
| Alfred Hofstetter (1982–1991)         | Norbert Heinritz (2000–2007)  |
| Heinrich Weiß (1991–2002)             | Jürgen Rogler (2007–2008)     |
| Christa Salinas (2003–2019)           | Hans-Detlev Roth (2010–2013)  |
| Martin Schewe (2020–2022)             |                               |
| Andrea Stahl (seit 1. September 2024) |                               |